# Severo Sarduy
Severo Sarduy (ur. 25 lutego 1937, zm. 8 czerwca 1993) – kubański pisarz i krytyk literacki.
Od 1961 mieszkał w Paryżu. W swojej twórczości wykazującej wpływy pop-artu i francuskiego nurtu nowej powieści, stosował śmiałe eksperymenty literackie, zwłaszcza lingwistyczne. Najbardziej znana była jego powieść Gesty (1963, wyd. polskie 1965). Tworzył także poezje. W dziedzinie krytyki literackiej związany był z francuskim strukturalizmem.